# Dennis the Menace
Dennis, o Pimentinha (Dennis The Menace) é um desenho animado norte-americano produzido entre 1986 e 1988 pela DiC Entertainment, baseado na tira de jornal homônima de Hank Ketcham. Foi exibido nos Estados Unidos por syndication em sua primeira temporada, integrando posteriormente as manhãs de sábado do canal CBS. No Brasil, foi exibido pelo SBT de 1987 até 2005, retornando ao Bom Dia & Cia em 2018 - porém, após quase três meses no ar, o canal parou novamente de exibir. Em Portugal, foi exibido pela RTP1 na versão legendada e mais tarde na TVI na versão dobrada pelos estúdios Somnorte em 1995. Em 2008, foi lançado em DVD com dobragem portuguesa pelos estúdios PSB.
Esta série não pode ser confundida com All-New Dennis the Menace, série do mesmo personagem com 13 episódios, produzida em 1993.

## Personagens
- Dennis Mitchell – O garoto encrenqueiro e loiro de macacão vermelho, é o protagonista do desenho.
- Henry Mitchell – Pai de Dennis e marido de Alice. É visto tendo vários empregos durante o desenho, e sempre se incomoda com as travessuras que seu filho faz. Nos primeiros episódios, era chamado de Henrique na dublagem brasileira.
- Alice Mitchell – Mãe de Dennis e esposa de Henry. É dona de casa e sempre se preocupa bastante com o filho.
- Sr. George Wilson – Vizinho de Dennis, que sempre é alvo das travessuras do garoto. Sempre tenta ter paz e sossego, porém vive sendo atormentado por visitas indesejadas de Dennis (que considera Wilson seu melhor amigo) e seus amigos que sempre acabam lhe causando problemas. É azarado, um pouco rabugento e gosta de cuidar das plantas do jardim.
- Sra. Martha Wilson – Esposa do Sr. Wilson. Ao contrário do marido, é sempre gentil com Dennis.
- Juca (Joey McDonald) – O melhor amigo de Dennis nas aventuras. Joey nao é muito esperto e sempre se deixa levar pelas coisas que Dennis diz. É normalmente medroso e sempre tem receio de fazer as coisas diferente de Dennis.
- Margarida (Margaret Wade) – Amiga de Dennis, mas por vezes também inimiga. Sempre orgulhosa, fresca e delicada, possui afeições por Dennis embora o mesmo não sinta tanto prazer por ela.
- P.B. (PeeBee Kappa) – Amigo de Dennis e o gênio prodígio da turma. Suas invenções sempre são foco dos problemas na maioria dos episódios quando caem nas mãos de seus amigos. Na dublagem brasileira, era chamado de Cícero nos primeiros episódios.
- Tommy Anderson – Outro amigo de Dennis.
- Gina Gillotti – Outra amiga de Dennis. Uma menina esportiva, mas que não deixa de ser feminina.
- Jay Weldon – Amigo de Dennis que adora jogar basquete.
- Rufus (Ruff) – Cachorro de estimação de Dennis, que sempre o acompanha nas aventuras.
- Willy – Sapinho de estimação de Dennis.

## Dublagem brasileira
A 1ª temporada foi dublada pelo estúdio Herbert Richers no Rio de Janeiro, em 2 lotes: O 1º dublado no final dos anos 80, e o 2º, nos anos 90. Esta dublagem se tornou a mais conhecida e popular entre o público, principalmente por traduzir os nomes de alguns personagens.
No final dos anos 90, os episódios restantes da 1ª temporada (mais os episódios da 2ª temporada) foram dublados pelo estúdio Parisi Vídeo, mudando todo o elenco dos dubladores, mas continuando a usar as traduções feitas anteriormente pela Herbert Richers.
Quando os episódios da 2ª temporada foram lançados em VHS no Brasil, foram feitas duas dublagens paulistas: A 1ª no estúdio BKS, lançada nas fitas distribuídas pela Mundo Mágico (Mundial Filmes) no início dos anos 90, e a 2ª na Dublavídeo, lançada nas fitas distribuídas pela Flashstar Home Video (Nessa última dublagem, o cachorro Rufus tem diálogos dublados, algo que não ocorre na versão original americana).
1ª temporada
- Dennis - Cleonir dos Santos (HR) / Tatá Guarnieri (Parisi Vídeo)
- George Wilson - André Luiz Chapéu (HR - 1ª voz) / Paulo Flores (HR - 2ª voz) / João Ângelo (Parisi Vídeo)
- Juca - Maria da Penha (HR - 1ª voz) / Robson Richers (HR - 2ª voz) / Jussara Marques (Parisi Vídeo)
- Henry Mitchell - Marcos Miranda (HR - 1ª voz) / José Santana (HR - 2ª voz) / Walter Breda (Parisi Vídeo)
- Alice Mitchell - Elza Martins (HR) / Isabel de Sá (Parisi Vídeo)
- Martha Wilson - Dolores Machado (HR - 1ª voz) / ? (HR - 2ª voz) / Rosely Gonçalves (Parisi Vídeo)
- Margarida - Marisa Leal (HR - 1ª voz) / Fernanda Crispim (HR - 2ª voz) / Maralisi Tartarini (Parisi Vídeo)
- P.B. 'Cícero' - Mário Jorge Andrade (HR - 1ª voz) / Ana Lúcia Menezes (HR - 2ª voz) / ? (Parisi Vídeo)
- Gina - Myriam Thereza (HR - 1ª voz) / Sylvia Salustti (HR - 2ª voz) / Priscilla Concepcion (Parisi Vídeo)
- Tommy - Marcos Souza (HR) / Paulo Cavalcante (Parisi Vídeo)
- Jay Weldon - Mário Jorge Andrade (HR - 1ª voz) / Peterson Adriano (HR - 2ª voz)
- Locutores: Ricardo Mariano e Márcio Seixas (HR) / José Parisi Jr. (Parisi Vídeo)
- Personagens secundários (HR): Amaury Costa, Antônio Patiño, Ayrton Cardoso, Carmen Sheila, Darcy Pedrosa, Dário de Castro, Dario Lourenço, Duda Espinoza, Francisco José, Ionei Silva, Jorge Rosa, Manolo Rey, Marcelo Torreão, Mário Cardoso, Mário Jorge Andrade, Mário Tupinambá, Nelly Amaral, Newton Apollo, Orlando Drummond, Orlando Prado, Paulo Flores, Roberto Macedo, Ronaldo Magalhães, Silvio Navas, Sônia Ferreira
- Personagens secundários (Parisi Vídeo): Jonas Mello, Jorge Pires, José Parisi Jr., Paulo Cavalcante

2ª temporada
- Dennis - Orlando Viggiani (BKS) / Sérgio Rufino (Dublavídeo) / Tatá Guarnieri (Parisi Vídeo)
- George Wilson - Mário Jorge Montini (BKS) / César Leitão (Dublavídeo) / João Ângelo (Parisi Vídeo)
- Joey - Sérgio Rufino (BKS) / Leda Figueiró (Dublavídeo) / Jussara Marques (Parisi Vídeo)
- Henry Mitchell - Renato Márcio (BKS) / Tatá Guarnieri (Dublavídeo) / Walter Breda (Parisi Vídeo)
- Alice Mitchell - Patrícia Scalvi (BKS) / Maralisi Tartarini (Dublavídeo) / Isabel de Sá (Parisi Vídeo)
- Martha Wilson - Isaura Gomes (BKS e Dublavídeo - 1ª voz) / Helena Samara (Dublavídeo - 2ª voz) / Rosely Gonçalves (Parisi Vídeo)
- Margaret - Neuza Azevedo (BKS) / Letícia Quinto (Dublavídeo) / Maralisi Tartarini (Parisi Vídeo)
- PeeBee - Tatá Guarnieri (BKS) / Fátima Noya (Dublavídeo)
- Gina - Cecília Lemes (BKS) / Fátima Noya (Dublavídeo - 1ª voz) / Márcia Regina (Dublavídeo - 2ª voz) / Priscilla Concepcion (Parisi Vídeo)
- Rufus - João Francisco Garcia (Dublavídeo)
- Locutores: Dráuzio de Oliveira (BKS) / João Francisco Garcia (Dublavídeo) / José Parisi Jr. (Parisi Vídeo)

## Episódios
78 episódios foram produzidos:

### 1ª temporada: 1986–1987
1. Pimentinha Pintor/Linha de Montagem/O Detetive (So Long, Old Paint/Trembly Assembly/Private I)
2. O Extraterreno/O Espião/O Gênio (A Visitor from Outer Space/Train That Boy/Genie Madness)
3. No Hospital/Casa Mal Assombrada/O Herói (Cheer Up/Ghostblusters/The Life You Save)
4. O Tubarão Falante/O Safari/Corrida de Cavalos (Shark Treatment/Jungle Bungle/Racetrack Menace)
5. Passeio Turístico/Passeio de Barco/Pimentinha Wilson (All the President's Menace/The Love Rowboat/Wilson the Menace)
6. Pescaria Desastrada/Adivinhando o Futuro/A Bomba-Relógio (Fishing for Trouble/Future Fortune/Time Bomb)
7. Malhação/O Satélite/O Jogo de Golfe (Spa Blahs/Whale of a Tale/Disaster on the Green)
8. Aqui, Gatinho!/O Circo/O Monstro do Pântano (Here, Kitty!/Circus Berserkus/The Monster of Mudville Flats)
9. A Peça/Pimentinha no Espaço/A Flauta Mágica (The Price of Stardom/Space Menace/The Magic Flute)
10. Liquidação de Caridade/O Monstro da Neve/O Robô (Dennis' Yard Sale/The Abominable Snow Menace/It Came from the Planet Dennis)
11. O Boneco de Neve/O Garoto Invisível/Dennis, o Construtor (Snowman Madness/The Invisible Kid/Home Destruction)
12. Carro Lunar/O Redemoinho/Dennis no Cinema (Chitty Chitty Moon Walk/Wet 'N Wild/Dennis at the Movies)
13. No Supermercado/Passeio a Nova York/O Detector Defeituoso (The Supermarket/The Big Candied Apple/The Defective Detector)
14. Henry, o Pimentinha/Venha Voar Comigo/O Acampamento (Henry the Menace/Come Fly with Me/Camping Out)
15. A Vitória/Rumo ao Sucesso/O Pirata (Up Up and Away (From Here)/Going Ape/Dennis the Pirate)
16. Vida de Cachorro/A Máquina do Tempo/A Corrida de Kart (It's a Ruff Life/Professor Myron Mentalapse/Dennis Race 2000)
17. Caça aos Ratos/O Mágico de Odd/Lava-Cães (A Better Mousetrap/The Wizzer of Odd/Canine Car Wash)
18. Dennis, o Cowboy/Teste de Sobrevivência/O Fim da Calvície (Ride'Em Cowboy/Tenting Tonight/A Hair Raising Tale)
19. Medieval Evil/Beaver-Mania/Say Uncle
20. Num Passe de Mágica/Férias Merecidas/Curto-Circuito (Hopping Mad/Mayan Mayhem/The Big Power Trip)
21. Super Dennis/Dennis e os Espiões/O Astro de Hollywood (Strong Medicine/Gold Strike/Lights! Camera! Mud!)
22. Invasão Frustrada/Dennis no Velho Oeste/Que Festa! (Invasion of the Blob/Wild West Show-Down/The Hen Party)
23. Voo Pelo Bosque/O Piquenique/Caça ao Esquilo (Up Up and Oh Boy!/The Company Picnic/Aw Nuts!)
24. Rufus, o Cão de Guarda/Treinamento de Guerra/Segunda Lua-de-Mel (Clip-Joint Capers/Tanks for the Memory/Second Honeymoon)
25. Pombo Correio/Que Pesadelo!/Apenas uma Dor de Dente (A Couple of Coo-Coos/The Cloneheads/Nothing But the Tooth)
26. Brincando de Médico/A Cavalo Dado, Não se Olha os Dentes/Dennis, o Toureiro (Mummy's Little Boy/Horsing Around/Dennis Plasters Pamplona)
27. Previsões de Dennis/Dennis e o Canguru/Servindo Almôndegas (Dennis Predicts/Dennis & the Kangaroo Cavalry/Meatball Mess)
28. Passeio na Titia/Na Pele de um Cavaleiro/Controle Maluco (My Fair Dennis/A Good Knight's Work/Life in the Fast Lane)
29. Tragédia na Ópera/Dennis e a Rainha/Momentos Malucos (A Nightmare at the Opera/A Royal Pain/Having a Marbleous Time)
30. Marky, o Pestinha/Dennis, o Gênio/O Esperto (Marky the Menace/Dennis the Genius/A Step Ahead)
31. O Chefe Faz uma Visita/Dr. Dennistein/Concurso de Pulo de Sapo (The Boss Gets Scalped/Mr. Dennistein/Lean Green Jumping Machine)
32. Laundry Business/Journey to the Center of Uncle Charlie's Farm/Dennis Springs Into Action
33. Policial Honorário/A Mudança/A Limonada (Ruff's Hat Trick/A Moving Experience/Lemon-Aid)
34. Barulhos da Noite/Dennis Vai pra Hollywood/Rufus Está Perdido (Sounds in the Night/Dennis Does Hollywood/Ruff to the Rescue)
35. O Ladrão da Bicicleta/A Mina de Ouro/Festa de Aniversário da Margarida (The Bicycle Thief/Menace of the Mine Shaft/Margaret's Birthday Party)
36. So Sorry!/Shock Therapy/Yard Wars
37. Ruff's Masterpiece/Going to the Dogs/Big Baby
38. Building a Better Dog House/Dennis and the Dragon/Hic!
39. Strike Up the Band/Queen of Chinatown/Tale of a Tux
40. Give a Little Whistle/Charmed I'm Sure/After Hours
41. Baseball's Best Ballplayer/Mr. Wilson's Diet/The Backyard Band
42. Double Dennis/Timber Wolves/Help Not Wanted
43. Million Dollar Dennis/3-D and Me/Barber Shop Disharmony
44. Bowling for Dennis/Dennis Conquers the Navy/The Longest Half-Yard
45. Vampire Scare/Give Me Liberty or Give Me Dennis/Wilson for Mayor
46. Dangerous Detour/The Prodigy/The Chimp
47. High Steel/Bicycle Mania/Little Dogs Lost
48. Dennis Destroys Dallas/Black & Blue Hawaii/Oil's Well That Ends Well
49. Door to Door Bore/Dennis in Venice/Young Sherlock Dennis
50. Surf's Up/Yo Ho Ho/The Karate Kiddie
51. Dennis and the Deep/K-9 Kollege/Housepests
52. Animalympics/No Bones About It/Dennis Takes the Cake
53. Quiet Riot/The Magic Pen/A Feeling for Stealing
54. Househusband Henry/Wheeling & Double-Dealing/Stop That Car!
55. Lights, Camera, Auction!/Boy Ahoy/Faulty Alarm
56. Hail to the Chief/Dennis in Microchipland/Handy Dandy Dennis
57. Dennis the Businessman/Soccer it to Me, Dennis/Camp Over Here-Over There
58. Hullaballoo at the Harmony Homes/Phantom of the Wax Museum/Dennis and the Gypsy Woman
59. Attack of the Giant Tomatoes/The Dinosaur Doozy/Funhouse Grouch
60. Dennis Rocks Out/Deserted with Dennis/Fashionable Menace
61. Back to the Drawing Board/Part-Time Helper/G.I. George
62. Wanted: Scarface Wilson/Ruff Come Home/10-4 Dennis
63. Heroes Unwelcome/The Martians are Coming/Ancient Olympics
64. Pool Haul/Fool for Gold/Nothin' to Be Afraid Of
65. Yankee Doodle Dennis/Dennis the Barnstormer/Trial and Error

### 2ª temporada: 1988
1. Papai Frankestein/Corrida Espacial/O Incrível Dennis Encolhido (BKS) & O Inacreditável Mini-Dennis (Dublavídeo) (Frankenstymied/Space Race/The Incredible Shrinking Dennis)
2. A Torta Trocada (BKS) & A Grande Troca de Torta (Dublavídeo) (The Great Pie Swap/Climb of the Century/Little Beauty Shop of Horrors)
3. A Família Mitchell (BKS) & A Família Suíça (Dublavídeo) (Crummy Mummy/Swiss Family Mitchell/Pie in the Eye)
4. Tá na Hora da Mágica (BKS) & É Tempo de Mágica (Dublavídeo)/Dennis no País das Maravilhas/O Rio Subterrâneo (It's Magic Time/Dennis in Wonderland/Water on the Brain)
5. Aventura no Túnel/O Super Super Dennis (Tunnel Vision/Super Duper Dennis/Ice Show Show-Off)
6. Guerra na Neve/Dennis das Selvas (Snow Wars/The Moroccan Pigeon/Dennis of the Jungle)
7. Jovem de Espírito (BKS) & Coração Jovem (Dublavídeo)/Picolé de Viking/Chamem os Comerciais, Por Favor (Young at Heart/Thor-Sicle/A Word from Our Sponsor)
8. Um Dia de Sapo/O Monstro de Loch Ness (A Froggy Day/Loch Ness Mess/Box Office Smash)
9. O Casamento Desastroso/Dennis e a Foca (Menaced Marriage/Dennis of the Yukon/Seal of Approval)
10. Reprise Instantânea (Instant Replay/Underwater Wonderland/Safe at Home)
11. Macacos Me Mordam! (BKS) & Guerra de Gorila (Dublavídeo)/Interesses Compartilhados (A Fox Tale/Gorilla Warfare/Shared Interest)
12. A Gansa Mecânica/Hotel da Confusão (Kooked Goose/Pell Mell Hotel/The Old Ball Game)
13. Um Fantasma no Castelo/A Noite Livre do Sr. Wilson (The Wright Stuff/Hassle in the Castle/Wilson's Night Out)